# Szilfavész

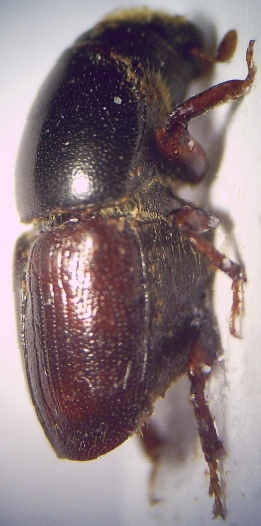
Nagy szil szíjácsszú (Scolytus scolytus) jobb oldala

A szilfavész az Ophiostoma nemzetségbe tartozó tömlősgombák (Ophiostoma ulni, Ophiostoma novo-ulmi, syn. Ceratocystis ulmi) által okozott betegség, amit elsősorban a kis- és nagy szil szíjácsszúk terjesztenek. A legtöbb európai szilfajt károsítja, de különösen a hegyi szilt (Ulmus glabra), amit csaknem a kihalás szélére sodort.

## Eredete
1918-ban hozta be az ember Ázsia keleti területeiről az Ophiostoma ulmi nevezetű gombafajt, amely Európában Hollandiától kezdte európai hódítását. Míg a kelet-ázsiai szilfajokban a koevolúció folyamán kialakult az ellenálló képesség a gombával szemben, addig az európai fajoknál óriási tömegekben pusztított. Európából jutott tovább a gomba 1928-ban Amerikába, valószínűleg furnérdeszkalapokkal, ahol hatalmas pusztításokat végzett. A 20. század közepére a fertőzés mértéke csökkent. Állítólag ehhez hozzájárultak a holland nemesítő programok is, melyek rezisztens klónok előállításán dolgoztak.
Az 1960-as években hozott be (vissza) az ember ismét egy új, agresszívabb gombatörzset Amerikából, amely az addig rezisztens növényeket is megfertőzte. Ezt a törzset ma önálló fajként emlegetik Ophiostoma novo-ulmi néven. Egy további agresszív variáns tudott egyidejűleg bejutni Ázsiából Európába. A fertőzés a ’60-as években zajló második hullámában óriási kitermeléseket kellett végezni a szilfák állományaiban. Egyedül Angliában 1971 és 1978 között a szilfaállományok 70% került kivágásra a gomba miatt, ami körülbelül 20 millió törzset jelentett. A szilek kihalásáig nem fajult a helyzet, de az előzetes becsléseket nagyon komolyan kell kezelni.

## Tünetei

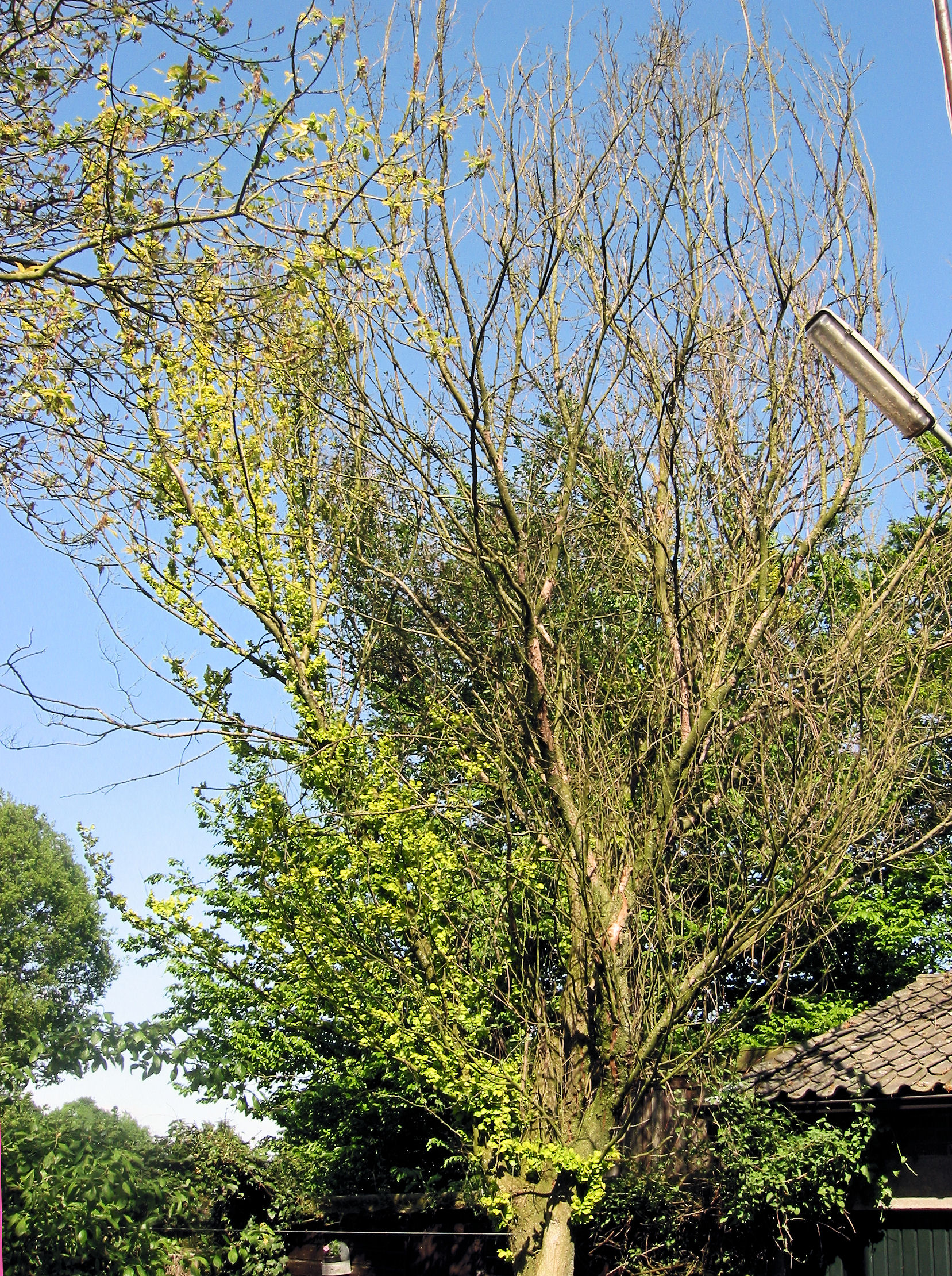
Hervadásos tüneteket mutató lombkorona

A fertőzött szilfák hirtelen hervadni, fonnyadni kezdenek, gyakran a korona egyik fele, ritkábban a teljes korona. A levelek sárgára színeződhetnek, néha barnára, bepöndörödnek és végül elszáradnak. Többnyire a levelek az ágakon maradnak. A fertőzés egy további tünete lehet a vízhajtások képzése. Lappangó fertőzés esetén a levelek vékonyak és korán hullnak. További tünet az ágak keresztmetszetén figyelhető meg, azok évgyűrűjének fiatal pásztáiban barnás elszíneződés jelentkezik. A fertőzés folyamatát tracheomikózisnak nevezik, ami a xilém elhalásával jár.
A fertőzés többnyire májusban következik be a szil-szíjácsszúknak köszönhetően, miután az első tünetek júniusban fognak jelentkezni. A fiatal növények már néhány hónap után beadják a derekukat, de egyébként több éven keresztül is elhúzódhat a betegség.

## Terjesztés
Az Ophiostoma ulmi és Ophiostoma novo-ulmi terjesztését elsősorban a szúk vagy szúbogarak (Scolytinae)' közül a kis- és nagy szil szíjácsszú (Scolytus multistriatus és S. scolytus) végzik. A fiatal bogarak (imágók) a költőkamrákban fertőződnek meg a ragacsos spórákkal, ahol ezek különösen magas mennyiségben képződnek. További faegyedek a rovarok kirepülése után, az újonnan rágott járatok és üregek készítése során fertőződnek meg. A spórák csíráznak és bejutnak a xilémbe, ahonnét elszállítódhatnak a legfelső hajtásokig és levelekig is.
A fertőzés a gyökérrendszeren keresztül is terjedhet, amikor a patogén mikrokonídiumok (hifák) adják át egyik gyökérzetről a másikra.
A szilfavész az 1960-as években teljesen tönkretette az Országház előtti szilfasort, akkor kellett azt felváltani a jelenlegi hársfasorral.

## Károsítás – Pusztulás oka

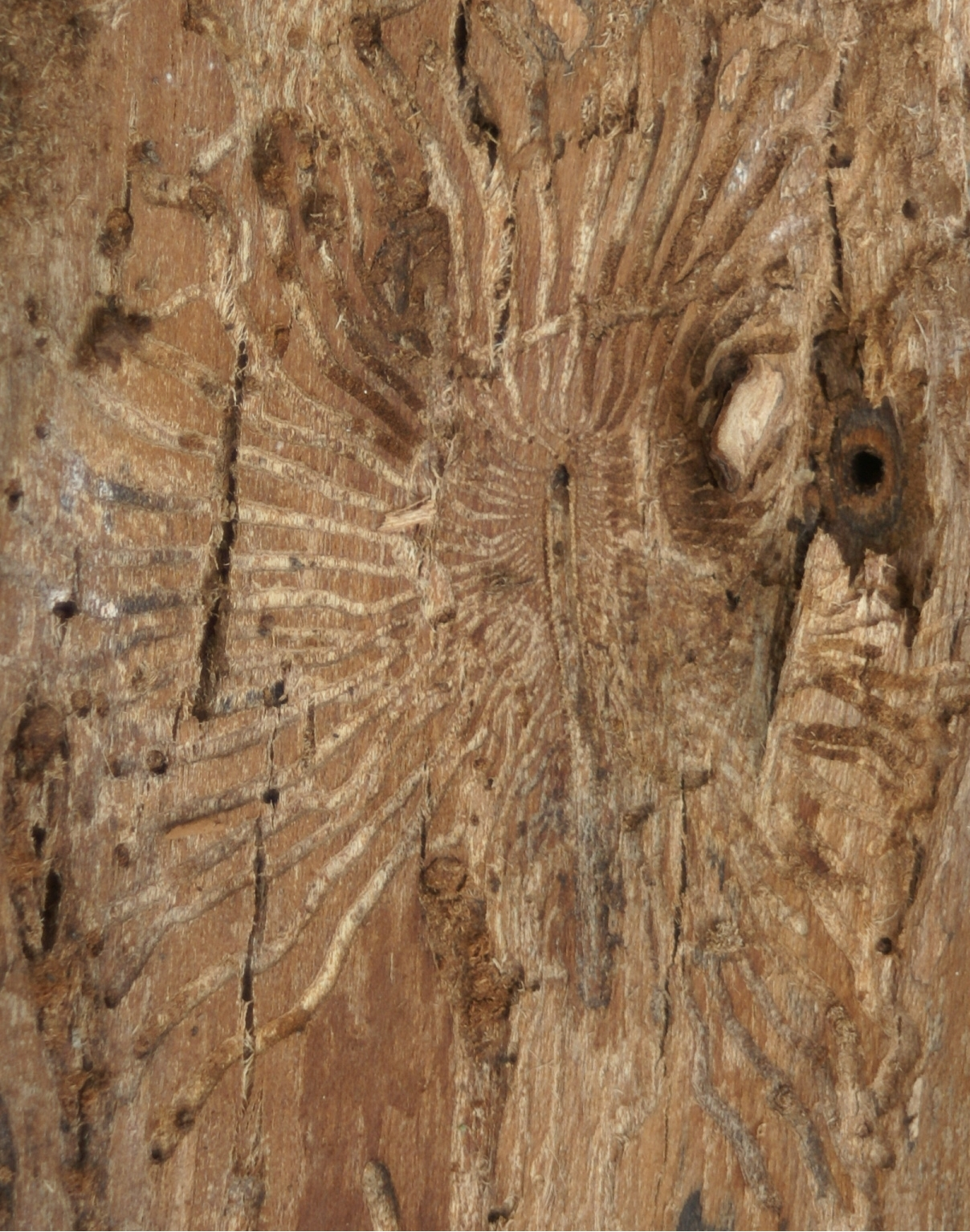
Kis szil szíjácsszú (Scolytus multistriatus) járata

A megfertőzött szilfa végül vízelégtelenségben pusztul el. A fertőzés hatására a tracheák eltömődnek, barnára színeződnek, gumilerakódások mutathatóak ki a sejtekben. Mindez megakadályozza a víz szállítását. A szilek olyan fafajok, melyeknek kevesebb, de annál nagyobb háncsrészei vannak. Így már kevés megfertőződött sejt esetében jelentős veszteségek léphetnek fel az anyagszállításban. Ez a fajta betegség egy tipikus tracheomikózis.
A tracheák eltömődése miatt fellépő elszíneződések elsősorban a tavaszi gyűrűpásztában figyelhetők meg.
Amíg az O. ulmi csak egy évben marad a fában és a fa elpusztításához, legyőzéséhez egy további fertőződés szükséges, addig az O. novo-ulmi életben tud maradni az évgyűrűkben és nem szükséges egy következő fertőzés ahhoz, hogy folytathassa a fertőzés kiterjesztését.

## Védekezés
A védekezési lehetőségek túlnyomórészt a vektorra összpontosulnak. Ehhez tartozik a megfertőződött fák mielőbbi döntése és azt követően a szúk elpusztítása.
A szil szíjácsszúk természetes ellenségei a fémfürkészek (Chalcidoidea) és a rablópoloskák (Triatoma és Rhodnius fajok). Amikor a fát meglepik a szúk, a felsorolt rovarokat csalogatják magukhoz a szilek, melyek nyomban megtámadják a szúkat.
Adott az a lehetőség is, hogy egy Pseudomonas syringae nevezetű baktériummal fertőzik meg a fát, melynek olyan anyagcsereterméke van, mely gátolja vagy megakadályozza a gomba terjedését.
Próbálkoztak már ázsiai rezisztens fajok bekeresztezésével is, de a túl nagy genetikai elszigetelődés miatt ezek nem alkalmasak a hazai szilfajok helyettesítésére.
Fungicid injekciózást lehet alkalmazni.
Ajánlott a gyökerek közelségének elkerülése azáltal, hogy távolabb ültetjük vagy hagyjuk meg a faegyedeket egymástól.

## Lásd még
- Mikológia
- Gombák
- Gombás fertőzések
- Konídiumos gombák

## Külső hivatkozások
- www.forst.uni-muenchen.de – Ulmensterben
- spektrumdirekt – Alptraum in der Ulmenallee
- Die Zeit – Das Ende der großen Ulmen
- Internationale Ulmenprogamme
- Növényvédelmi vizsgálatok